# Girija Prasad Koirala
Girija Prasad Koirala (गिरिजा प्रसाद कोइराला en nepalès) (Tadi, Bihar, Imperi Britànic 1925 - 20 de març del 2010) fou un polític nepalès, i Primer Ministre del Nepal en quatre ocasions: 1991-1994, 1998-1999, 2000-2001 i 2006-2008.

## Estudis i orígens familiars
Va néixer el 20 de febrer de 1925 a Tadi, Bihar a l'imperi Britànic (actualment Índia). Va néixer a l'actual Índia perquè la seva família estava a l'exili. Fill de Krishna Prasad Koirala. Té quatre germans: Matrika Prasad Koirala, Bishweshwar Prasad Koirala, Keshav Prasad Koirala i Tarini Prasad Koirala i una germana: Nalini Koirala. Matrika fou Primer Ministre (1951-1952) i (1953-1955) i Bishweshwar ho fou (1959-1960). Ell i la seva família tornaren al Nepal el 1929. Estudià al Col·legi Mal Kirori i a la Universitat de Delhi. Es casà amb Sushma Koirala, i tingueren una filla, Sujata Koirala.

## Carrera política
El 1948 fundà el Congrés Mazdoor Nepalès, que després esdevindria la Unió del Congrés del Comerç del Nepal. El 1952 esdevé President del Districte de Morang pel Partit del Congrés del Nepal. El 1960 fou arrestat i empresonat pel cop d'estat del Rei Mahendra. Fou alliberat el 1967, i amb altres líders polítics retornà a l'exili a l'Índia. Tornà al Nepal el 1979. Va ser Secretari General del Partit del Congrés del Nepal (1975-1991). Participà el 1990 en el moviment del poble Jana Andolan, per demanar la democràcia al Nepal.

### Primer Ministre(26 de maig de 1991 - 30 de novembre de 1994)
Va ser elegit membre del parlament el 1991 després que la revolta Jana Andolan prosperés, i finalment se celebraren les primeres eleccions lliures de la història del Nepal. El seu partit, guanyà les eleccions (2.742.452 vots, 37,75%) i 110 de 205 diputats. Fou elegit President del Partit del Congrés del Nepal, i Primer Ministre.
Durant el seu primer mandat es va liberalitzar l'educació, la sanitat i la comunicació. Es va construir la Univerisitat Purwanchal i l'Institut de Ciències i de la Salut (BPKIHS). El govern també construí un hospital per tractar els malalts de càncer.
El novembre de 1994 va cridar a la dissolució del parlament, i convocà noves eleccions. El seu partit perdé les eleccions, enfront del Partit Comunista del Nepal (Unificat-Marxista-Leninista). El succeí el comunista Man Mohan Adhikari.

### Primer Ministre(15 d'abril de 1998 - 31 de maig de 1999)
Girija Prasad Koirala tornà a ser primer ministre després de la dimissió del govern conservador de Surya Bahadur Thapa. Va presidir un govern en minoria fins al 25 de desembre de 1998, quan arribaren a un acord amb el Partit Comunista del Nepal (Unificat-Marxista-Leninista) i amb el Partit Nepalès de la Bona Voluntat. GP Koirala dimití el 31 de maig de 1999.

### Primer Ministre(22 de març de 2000 - 26 de juliol de 2001)
No feia ni un any que havia deixat de successor a Krishna Prasad Bhattarai, però el govern dimití després de les eleccions. Tornà a ser primer ministre per tercer cop. Aquest fou el seu pitjor govern, se l'acusà de corrupció. Durant la massacre a la família serial de l'1 de juny de 2001 se l'acusà de no haver sabut tractar la crisi. GP Koirala dimití el 26 de juliol de 2001, després de les fortes crítiques de l'oposició.

### Primer Ministre(25 d'abril de 2006 - 15 d'agost de 2008)
Després de la reobertura del parlament el 25 d'abril de 2006, per la revolta popular per la democràcia Loktantra Andolan. GP Koirala va ser elegit Primer Ministre per l'aliança de set partits. El 18 de maig de 2006 declarà el Nepal un estat secular, així convertint-se en cap de l'estat. El 21 de novembre de 2006, amb l'acord amb la guerrilla maoista aconseguí acabar amb la Guerra Civil del Nepal, després d'una dècada. L'1 d'abril de 2007 va ser reelegit com a primer ministre. El 23 d'agost de 2007 nacionalitzà els palaus de la família reial. El 24 de desembre de 2007 al govern anuncià que abans que se celebressin noves eleccions el Nepal es convertirà en una república federal democràtica, amb l'acord de maoistes i la coalició de set partits. Les eleccions del 10 d'abril de 2008 suposaren la victòria dels maoistes amb majoria relativa, per tant el seu partit perdé les eleccions, tot i que continuà al govern fins que es formi un govern constituent. El 18 d'agost de 2008 es formà un nou govern, presidit per l'exguerriller maoista, Puxpa Kamal Dahal (àlies Pratxanda), que el succeí en el càrrec.